# 사영값 측도
수학, 특히 함수해석학에서 사영값 측도(영어: Projection-valued measure) 또는 스펙트럼 측도(영어: spectral measure)는 고정된 집합의 특정 부분집합에 정의된 함수이며, 그 값은 고정된 힐베르트 공간의 자기 수반 사영이다. 사영값 측도(PVM)는 실수 대신 자기 수반 사영을 값으로 가진다는 점을 제외하고는 실수값 측도와 형식적으로 유사하다. 일반적인 측도의 경우와 마찬가지로 PVM에 대해 복소수값 함수를 적분하는 것이 가능하며, 이러한 적분의 결과는 주어진 힐베르트 공간에 대한 선형 작용소이다.
사영값 측도는 스펙트럼 이론의 결과를 표현하는 데 사용되며, 자기 수반 작용소에 대한 중요한 스펙트럼 정리가 그 예이다. 이 경우 PVM은 때때로 스펙트럼 측도라고 불린다. 자기 수반 작용소에 대한 보렐 범함수 미적분학은 PVM에 대한 적분을 사용하여 구성된다. 양자역학에서 PVM은 사영 측정의 수학적 설명이다. 이는 순수 상태의 개념을 혼합 상태 또는 밀도 행렬이 일반화하는 것과 같은 의미에서 양의 연산자 값 측도(POVM)에 의해 일반화된다.

## 정의
{\displaystyle H}를 분해 가능 복소 힐베르트 공간이라고 하고, {\displaystyle (X,M)}을 집합 {\displaystyle X}와 {\displaystyle X} 상의 보렐 시그마 대수 {\displaystyle M}로 구성된 가측 공간이라고 하자. 사영값 측도 {\displaystyle \pi }는 {\displaystyle M}에서 {\displaystyle H} 상의 유계 자기 수반 작용소 집합으로 가는 다음 속성을 만족하는 사상이다.
- 모든 {\displaystyle E\in M}에 대해 {\displaystyle \pi (E)}는 직교 사영이다.
- {\displaystyle \pi (\emptyset )=0} 및 {\displaystyle \pi (X)=I}이며, 여기서 {\displaystyle \emptyset }는 공집합이고 {\displaystyle I}는 항등 작용소이다.
- {\displaystyle M}에 있는 {\displaystyle E_{1},E_{2},E_{3},\dotsc }가 서로소이면, 모든 {\displaystyle v\in H}에 대해,

{\displaystyle \pi \left(\bigcup _{j=1}^{\infty }E_{j}\right)v=\sum _{j=1}^{\infty }\pi (E_{j})v.}
- 모든 {\displaystyle E_{1},E_{2}\in M}에 대해 {\displaystyle \pi (E_{1}\cap E_{2})=\pi (E_{1})\pi (E_{2})}이다.

두 번째와 네 번째 속성은 {\displaystyle E_{1}}과 {\displaystyle E_{2}}가 서로소, 즉 {\displaystyle E_{1}\cap E_{2}=\emptyset }인 경우, {\displaystyle \pi (E_{1})}과 {\displaystyle \pi (E_{2})}의 상이 서로 직교함을 보여준다.
{\displaystyle V_{E}=\operatorname {im} (\pi (E))}와 그 직교 여공간 {\displaystyle V_{E}^{\perp }=\ker(\pi (E))}를 각각 {\displaystyle \pi (E)}의 상과 영공간이라고 하자. 만약 {\displaystyle V_{E}}가 {\displaystyle H}의 닫힌 부분공간이면, {\displaystyle H}는 직교 분해 {\displaystyle H=V_{E}\oplus V_{E}^{\perp }}로 표현될 수 있으며 {\displaystyle \pi (E)=I_{E}}는 네 가지 속성을 모두 만족하는 {\displaystyle V_{E}} 상의 유일한 항등 작용소이다.
모든 {\displaystyle \xi ,\eta \in H}와 {\displaystyle E\in M}에 대해 사영값 측도는 다음과 같이 정의되는 {\displaystyle H} 상의 복소수값 측도를 형성한다.
{\displaystyle \mu _{\xi ,\eta }(E):=\langle \pi (E)\xi \mid \eta \rangle }
전변동은 최대 {\displaystyle \|\xi \|\|\eta \|}이다. 다음의 경우 실수값 측도로 환원된다.
{\displaystyle \mu _{\xi }(E):=\langle \pi (E)\xi \mid \xi \rangle }
그리고 {\displaystyle \xi }가 단위 벡터일 때 확률 측도이다.
예시 {\displaystyle (X,M,\mu )}가 σ-유한 측도 공간이라고 하고, 모든 {\displaystyle E\in M}에 대해
{\displaystyle \pi (E):L^{2}(X)\to L^{2}(X)}
가 다음과 같이 정의된다고 하자.
{\displaystyle \psi \mapsto \pi (E)\psi =1_{E}\psi ,}
즉, L2(X)에서 지시 함수 {\displaystyle 1_{E}}에 의한 곱셈으로 정의된다. 그러면 {\displaystyle \pi (E)=1_{E}}는 사영값 측도를 정의한다. 예를 들어, {\displaystyle X=\mathbb {R} }, {\displaystyle E=(0,1)}, 그리고 {\displaystyle \varphi ,\psi \in L^{2}(\mathbb {R} )}인 경우, 가측 함수 {\displaystyle f:\mathbb {R} \to \mathbb {R} }를 취하여 다음 적분을 제공하는 연관된 복소 측도 {\displaystyle \mu _{\varphi ,\psi }}가 있다.
{\displaystyle \int _{E}f\,d\mu _{\varphi ,\psi }=\int _{0}^{1}f(x)\psi (x){\overline {\varphi }}(x)\,dx}

## 사영값 측도의 확장
만약 π가 가측 공간 (X, M) 상의 사영값 측도라면, 다음 사상
{\displaystyle \chi _{E}\mapsto \pi (E)}
는 X 상의 계단 함수 벡터 공간에 대한 선형 사상으로 확장된다. 사실, 이 사상이 환 준동형사상임을 쉽게 확인할 수 있다. 이 사상은 X 상의 모든 유계 복소수값 가측 함수로 정규적으로 확장되며, 다음이 성립한다.
정리— {\displaystyle X} 상의 모든 유계 보렐 함수 {\displaystyle f}에 대해, 다음을 만족하는 유일한 유계 작용소 {\displaystyle T:H\to H}가 존재한다.

{\displaystyle \langle T\xi \mid \xi \rangle =\int _{X}f(\lambda )\,d\mu _{\xi }(\lambda ),\quad \forall \xi \in H.}
여기서 {\displaystyle \mu _{\xi }}는 다음과 같이 주어지는 유한 보렐 측도이다.
{\displaystyle \mu _{\xi }(E):=\langle \pi (E)\xi \mid \xi \rangle ,\quad \forall E\in M.}
따라서 {\displaystyle (X,M,\mu )}는 유한 측도 공간이다.
이 정리는 무계 가측 함수 {\displaystyle f}에 대해서도 성립하지만, 이 경우 {\displaystyle T}는 힐베르트 공간 {\displaystyle H} 상의 무계 선형 작용소가 된다.
이를 통해 그러한 작용소에 대한 보렐 범함수 미적분학을 정의하고 리스–마르코프–카쿠타니 표현 정리를 통해 가측 함수로 넘어갈 수 있다. 즉, {\displaystyle g:\mathbb {R} \to \mathbb {C} }가 가측 함수라면, 다음을 만족하는 유일한 측도가 존재한다.
{\displaystyle g(T):=\int _{\mathbb {R} }g(x)\,d\pi (x).}

### 스펙트럼 정리
{\displaystyle H}를 분해 가능 복소 힐베르트 공간이라고 하고, {\displaystyle A:H\to H}를 유계 자기 수반 작용소라고 하며 {\displaystyle \sigma (A)}를 {\displaystyle A}의 스펙트럼이라고 하자. 그러면 스펙트럼 정리는 보렐 부분집합 {\displaystyle E\subset \sigma (A)}에 정의된 유일한 사영값 측도 {\displaystyle \pi ^{A}}가 존재하여 다음을 만족한다고 말한다.
{\displaystyle A=\int _{\sigma (A)}\lambda \,d\pi ^{A}(\lambda ),}
여기서 적분은 {\displaystyle A}의 스펙트럼이 무계일 때 무계 함수 {\displaystyle \lambda }로 확장된다.

### 직접 적분
먼저 직접 적분에 기반한 사영값 측도의 일반적인 예를 제공한다. (X, M, μ)가 측도 공간이라고 가정하고, {Hx}x ∈ X 를 분해 가능한 힐베르트 공간의 μ-가측 군이라고 하자. 모든 E ∈ M에 대해, π(E)를 힐베르트 공간에 대한 1E의 곱셈 연산자라고 하자.
{\displaystyle \int _{X}^{\oplus }H_{x}\ d\mu (x).}
그러면 π는 (X, M) 상의 사영값 측도이다.
π, ρ가 H, K의 사영에서 값을 취하는 (X, M) 상의 사영값 측도라고 가정하자. π, ρ는 모든 E ∈ M에 대해
{\displaystyle \pi (E)=U^{*}\rho (E)U\quad }
를 만족하는 유니터리 연산자 U:H → K가 존재할 때만 유니터리 동치이다.
정리. (X, M)이 표준 보렐 공간인 경우, 분해 가능한 힐베르트 공간의 사영에서 값을 취하는 (X, M) 상의 모든 사영값 측도 π에 대해, 보렐 측도 μ와 μ-가측 힐베르트 공간 군 {Hx}x ∈ X 가 존재하여 π가 힐베르트 공간에 대한 1E의 곱셈과 유니터리 동치이다.
{\displaystyle \int _{X}^{\oplus }H_{x}\ d\mu (x).}
μ의 측도 등급과 다중성 함수 x → dim Hx의 측도 동치 등급은 유니터리 동치까지의 사영값 측도를 완전히 특성화한다.
사영값 측도 π는 다중성 함수가 상수 값 n을 가질 때만 다중성 n의 동차이다. 분명히,
정리. 분해 가능한 힐베르트 공간의 사영에서 값을 취하는 모든 사영값 측도 π는 동차 사영값 측도의 직교 직접 합이다.
{\displaystyle \pi =\bigoplus _{1\leq n\leq \omega }(\pi \mid H_{n})}
여기서
{\displaystyle H_{n}=\int _{X_{n}}^{\oplus }H_{x}\ d(\mu \mid X_{n})(x)}
이고
{\displaystyle X_{n}=\{x\in X:\dim H_{x}=n\}.}

## 양자역학에서의 응용
양자역학에서, 가측 공간 {\displaystyle X}에서 힐베르트 공간 {\displaystyle H}의 연속 자기 동형 공간으로 가는 사영값 측도가 주어졌을 때,
- 힐베르트 공간 {\displaystyle H}의 사영 힐베르트 공간 {\displaystyle \mathbf {P} (H)}는 양자 계의 가능한 (정규화 가능한) 상태 {\displaystyle \varphi }들의 집합으로 해석된다.[11]
- 가측 공간 {\displaystyle X}는 계의 어떤 양자 특성("관측가능량")에 대한 값 공간이다.
- 사영값 측도 {\displaystyle \pi }는 관측가능량이 다양한 값을 취할 확률을 표현한다.

{\displaystyle X}에 대한 일반적인 선택은 실수선이지만, 다음도 가능하다.
- {\displaystyle \mathbb {R} ^{3}} (3차원에서의 위치 또는 운동량에 대해),
- 이산 집합 (각운동량, 속박 상태의 에너지 등에 대해),
- {\displaystyle \varphi }에 대한 임의의 명제의 진리값에 대한 2점 집합 "참"과 "거짓".

{\displaystyle E}를 {\displaystyle X}의 가측 부분집합이라고 하고 {\displaystyle \varphi }를 {\displaystyle H} 내의 정규화된 벡터 양자 상태라고 하자. 따라서 그 힐베르트 노름은 단위적이다. {\displaystyle \|\varphi \|=1}. 계가 상태 {\displaystyle \varphi }에 있을 때, 관측가능량이 {\displaystyle E}에서 값을 취할 확률은 다음과 같다.
{\displaystyle P_{\pi }(\varphi )(E)=\langle \varphi \mid \pi (E)(\varphi )\rangle =\langle \varphi \mid \pi (E)\mid \varphi \rangle .}
이것은 두 가지 방식으로 해석될 수 있다. 첫째, 각 고정된 {\displaystyle E}에 대해, 사영 {\displaystyle \pi (E)}는 {\displaystyle H} 상의 자기 수반 작용소이며, 그 1-고유공간은 관측가능량의 값이 항상 {\displaystyle E}에 속하는 상태 {\displaystyle \varphi }이고, 그 0-고유공간은 관측가능량의 값이 결코 {\displaystyle E}에 속하지 않는 상태 {\displaystyle \varphi }이다.
둘째, 각 고정된 정규화된 벡터 상태 {\displaystyle \varphi }에 대해, 다음 대응
{\displaystyle P_{\pi }(\varphi ):E\mapsto \langle \varphi \mid \pi (E)\varphi \rangle }
는 관측가능량의 값을 확률 변수로 만드는 {\displaystyle X} 상의 확률 측도이다.
사영값 측도 {\displaystyle \pi }에 의해 수행될 수 있는 측정을 사영 측정이라고 한다.
{\displaystyle X}가 실수선이면, {\displaystyle \pi }에 연관된 자기 수반 작용소 {\displaystyle A}가 {\displaystyle H} 상에 다음과 같이 정의된다.
{\displaystyle A(\varphi )=\int _{\mathbb {R} }\lambda \,d\pi (\lambda )(\varphi ),}
이는 {\displaystyle \pi }의 지지 집합이 {\displaystyle X}의 이산 부분집합일 경우 다음과 같이 환원된다.
{\displaystyle A(\varphi )=\sum _{i}\lambda _{i}\pi ({\lambda _{i}})(\varphi )}
위의 연산자 {\displaystyle A}는 스펙트럼 측도와 연관된 관측가능량이라고 불린다.

## 일반화
사영값 측도의 개념은 양의 연산자 값 측도(POVM)에 의해 일반화되는데, 여기서 사영 연산자가 함의하는 직교성의 필요성은 양의 반정부 헤르미트 연산자의 집합으로 구성된 비직교 "단위 분할" 개념으로 대체된다. 이 일반화는 양자 정보 이론에 대한 응용에 의해 동기 부여된다.

## 같이 보기
- 스펙트럼 정리
- 콤팩트 작용소의 스펙트럼 이론
- 정규 C* 대수의 스펙트럼 이론

## 내용주
1. ↑  Conway 2000, 41쪽.
2. ↑  Hall 2013, 138쪽.
3. ↑  Reed & Simon 1980, 234쪽.
4. ↑  Rudin 1991, 308쪽.
5. ↑  Hall 2013, 541쪽.
6. 1 2  Conway 2000, 42쪽.
7. ↑  Kowalski, Emmanuel (2009), 《Spectral theory in Hilbert spaces》 (PDF), ETH Zürich lecture notes, 50쪽
8. ↑  Reed & Simon 1980, 227,235쪽.
9. ↑  Reed & Simon 1980, 235쪽.
10. ↑  Hall 2013, 205쪽.
11. ↑  Ashtekar & Schilling 1999, 23–65쪽.